# Entephria persicata
Entephria persicata là một loài bướm đêm trong họ Geometridae.